# アロハシャツ

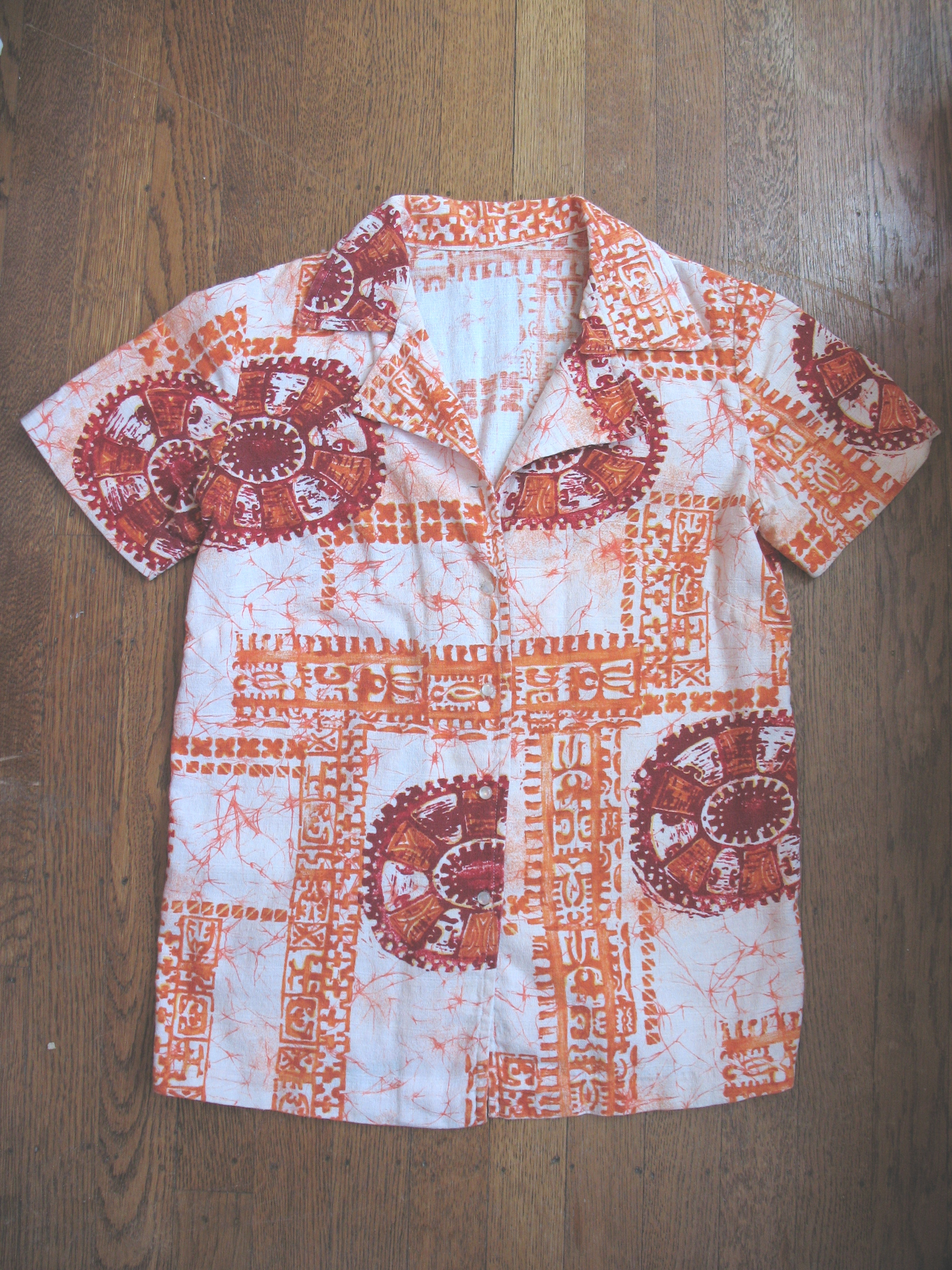
アロハシャツ

アロハシャツ（Aloha shirt）は、パイナップルやフラを踊る女性などのトロピカルなモチーフや、金魚、虎などのオリエンタルなモチーフ（和柄と呼ぶ）を華やかでカラフルな色彩で染め上げた、シルクやレーヨン、ポリエステル、綿などの生地を用いて作られる開襟シャツ。
"Aloha"（アロハ）は、ハワイ語で「好意」「愛情」「慈悲」「優しい気持ち」「思いやり」「挨拶」などを意味する。
「アロハシャツ」の呼称は商標登録されている（後述）ため、一般名詞として「ハワイアンシャツ」と呼ぶこともある。1930年代中頃からリゾート地として急速な発展を始めたハワイで、リゾートウェアあるいはハワイみやげとして作られるようになった。

## 起源
アロハシャツの起源は、日本の和服とされる。

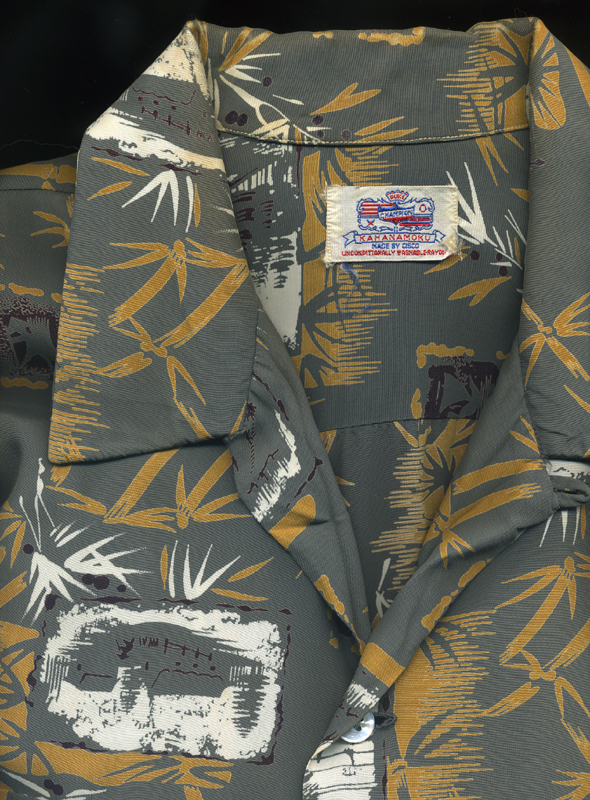
1950年代のデューク・カハナモク

19世紀終盤から20世紀初頭、シュガープラントや農業に従事していた日本人の移民が、パラカ（ヨーロッパの船員たちが着ていた開襟シャツ）が日本の木綿絣に似ていることから好んで愛用しており、持参品であった着物を再利用する際にパラカ風に仕立て直した服が起源とされている。他には、日本の着物の美しさに惹かれた現地の人が「着物をシャツにしてくれ」と頼んだのが起源という説もある。
1935年6月28日、ホノルルの服飾店「ムサシヤ・ショーテン・リミテッド」がホノルル・アドバタイザーに掲出した広告中にも「アロハシャツ」という文字を見ることができる。ムサシヤ・ショーテンは創業時は「ムサシヤ」といい、1904年に最初の官約移民の一人である宮本長太郎により創業された、日本の反物を使ってシャツを作る会社であった。1915年に長太郎が他界すると、日本で暮らしていた長男の孝一郎がハワイに帰国、店名を「ムサシヤ・ショーテン」（日本語名: 武蔵屋呉服店）と改めた。
またエラリー・J・チャンという中国系商人が、1936年に「アロハスポーツウェア」、翌1937年に「アロハシャツ」の商標登録を申請し、20年間の独占利用を認められている。
生地は、当初はシルク、1950年代まではレーヨンが主流であったが、1960年代に入ってポリエステルが登場し、シルクやレーヨンに取って代わった（なお、近年のヴィンテージブームによって、シルクやレーヨンなどの素材も復活してきている）。ハワイには、アロハシャツに用いられるような精緻でカラフルな生地を染めることができるような染織工場がなかったので、ほとんどの生地はアメリカ本土あるいは日本から輸入された。特に日本には京都を中心に高度な技術を持った染工所が数多く、安価で品質の良い生地を小ロットで大量に供給することができたので、第二次世界大戦前後を通して、多くのアロハシャツの生地が日本で作られた。
ボタンに関しては、ヤシの木やヤシの実（ココナッツ）製のボタンを用いたものだけがアロハシャツであり（ヴィンテージなどでは高価な品もある）、プラスチック製の場合はアロハシャツと呼ばず「プリントシャツ」「アロハ風シャツ」と呼び分ける流儀もあるが、現在の日本ではこの分類によらない店がほとんどで、多くの日本人もこういった分類を知らず、開衿とプリント柄でもってアロハシャツと呼ぶ人がほとんどである。また実際に、1950年代前後に特に和柄のシャツや木綿素材のシャツに多用されたバンブー製のもの、1930年代のシルク素材の高級シャツに多用された貝殻（シェル）製のもの、1950年代中頃にシルク素材のシャツに流行った紋章入りの金属製のものなど、様々な素材が使われてきた。現在でもヴィンテージ感の演出のためにこれらが採用されることがある。
1950年頃にはアロハシャツ生産を主体とするアパレル産業が、砂糖、パイナップルに次いでハワイにおける3番目の産業となり、アロハシャツの黄金時代を迎える。1940年代中頃からは産業としての発展を背景に、1947年に始まる「アロハウィーク」、1948年の「アロハウェンズデー」、1956年に始まる「アロハフライデー」などの官・民によるさまざまな利用促進キャンペーンが試みられた。
- アロハウィーク: ハワイの伝統的なお祭りを拡大したイベント。アロハウィークの期間中はさまざまな職場でアロハシャツで働くことが認められた。
- アロハウェンズデー: シャツメーカーや小売店によるキャンペーン。水曜日にはアロハシャツを着て働くことが奨励された。
- アロハフライデー: ハワイアンファッション組合の提唱によるキャンペーンで、現在に至るまでカジュアルウェアデーとして継承されている。

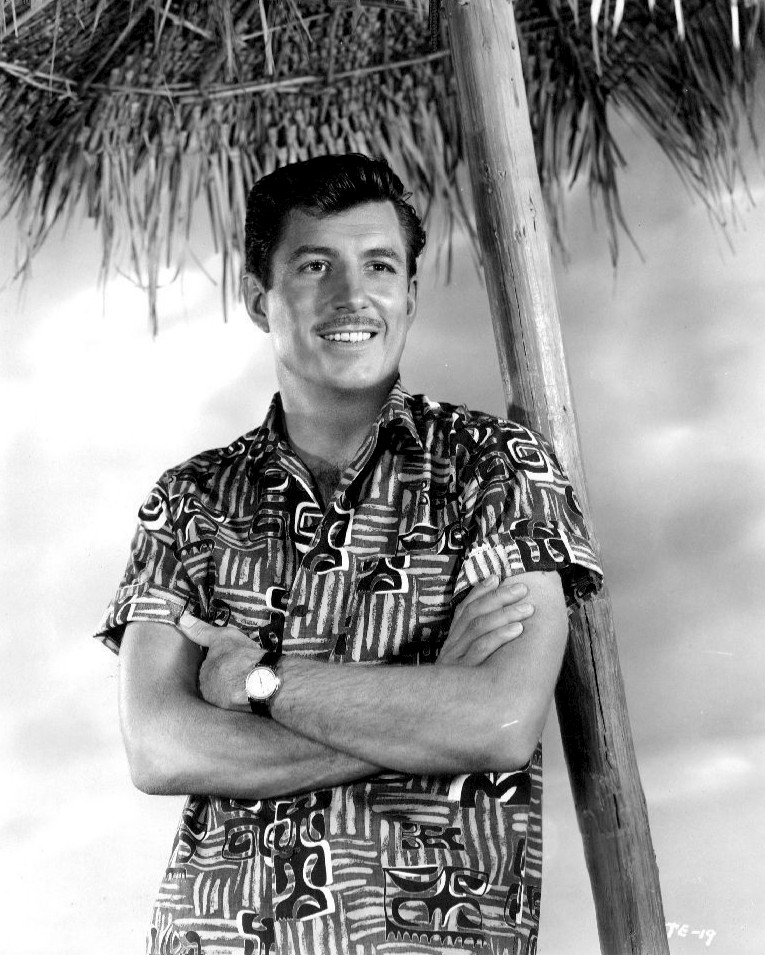
テレビドラマ「ハワイアン・アイ」の主役を演じた アンソニー・アイズリー（1961年）

1960年代には洗濯が簡単で丈夫なポリエステルの登場なども追い風に、さまざまな生活シーンにおけるアロハシャツ着用が加速、それにともない伝統的な開襟シャツ以外にもプルオーバーのものやボタンダウンのものなども作られるようになる。生地を裏返しに縫製した木綿のアロハシャツなどもこの頃に登場し、その控えめな色合いは現在でもオフィスワーカーなどに好まれている。

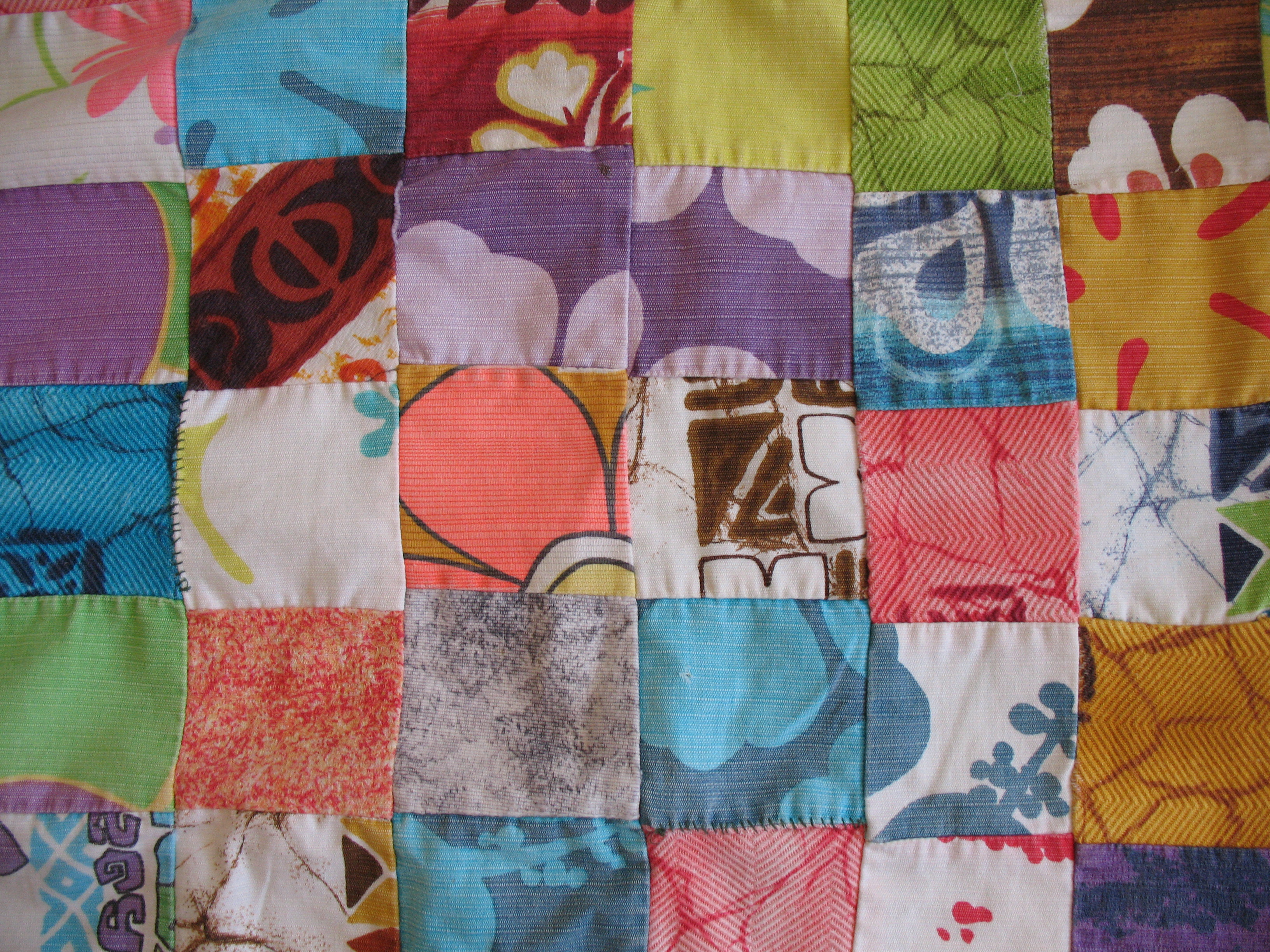
1960年代頃のヴィンテージアロハシャツ生地で出来たキルト

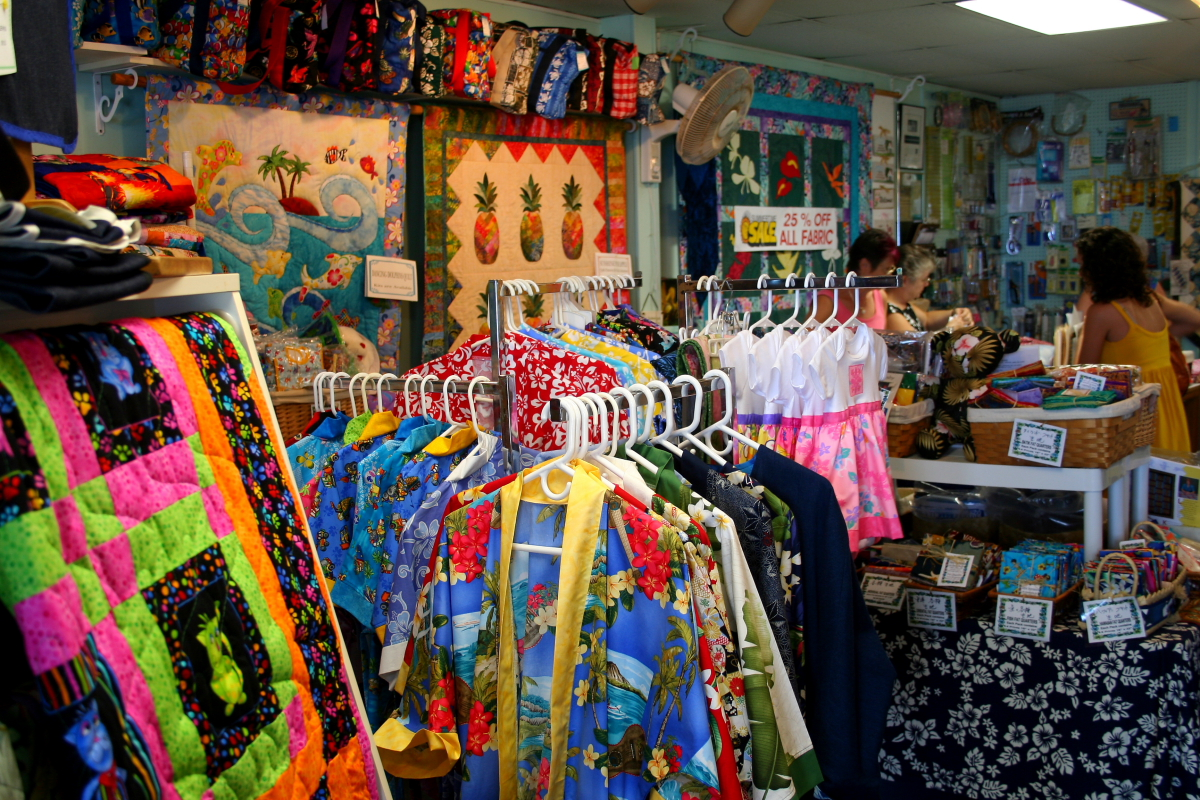
ヒロの生地店

## 現在

### 正装
このような、長い時間をかけた様々な取り組みを通して、アロハシャツはオフィスやレストランなどでも着用されるだけでなく、式典や冠婚葬祭でも着用が許される「ハワイにおける男性の正装」として認知されるようになった。現在では、単なるリゾートウェアというよりは、むしろハワイの民族衣装のように扱われている（逆に現在では夏のカジュアルな服装としてはTシャツのほうが一般的である）。

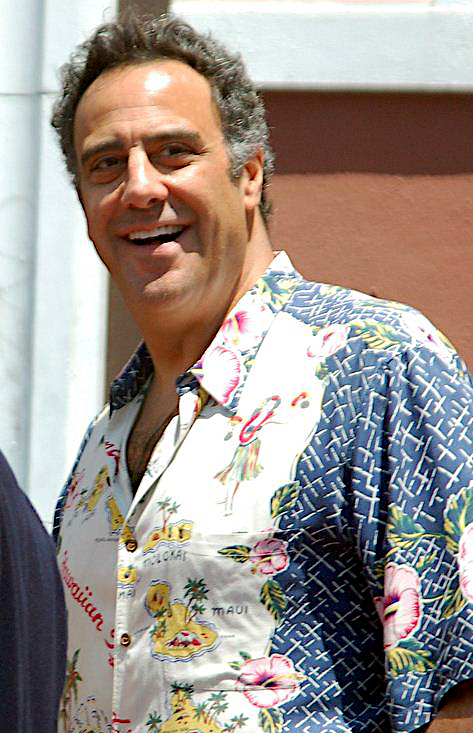
俳優ブラッド・ギャレット
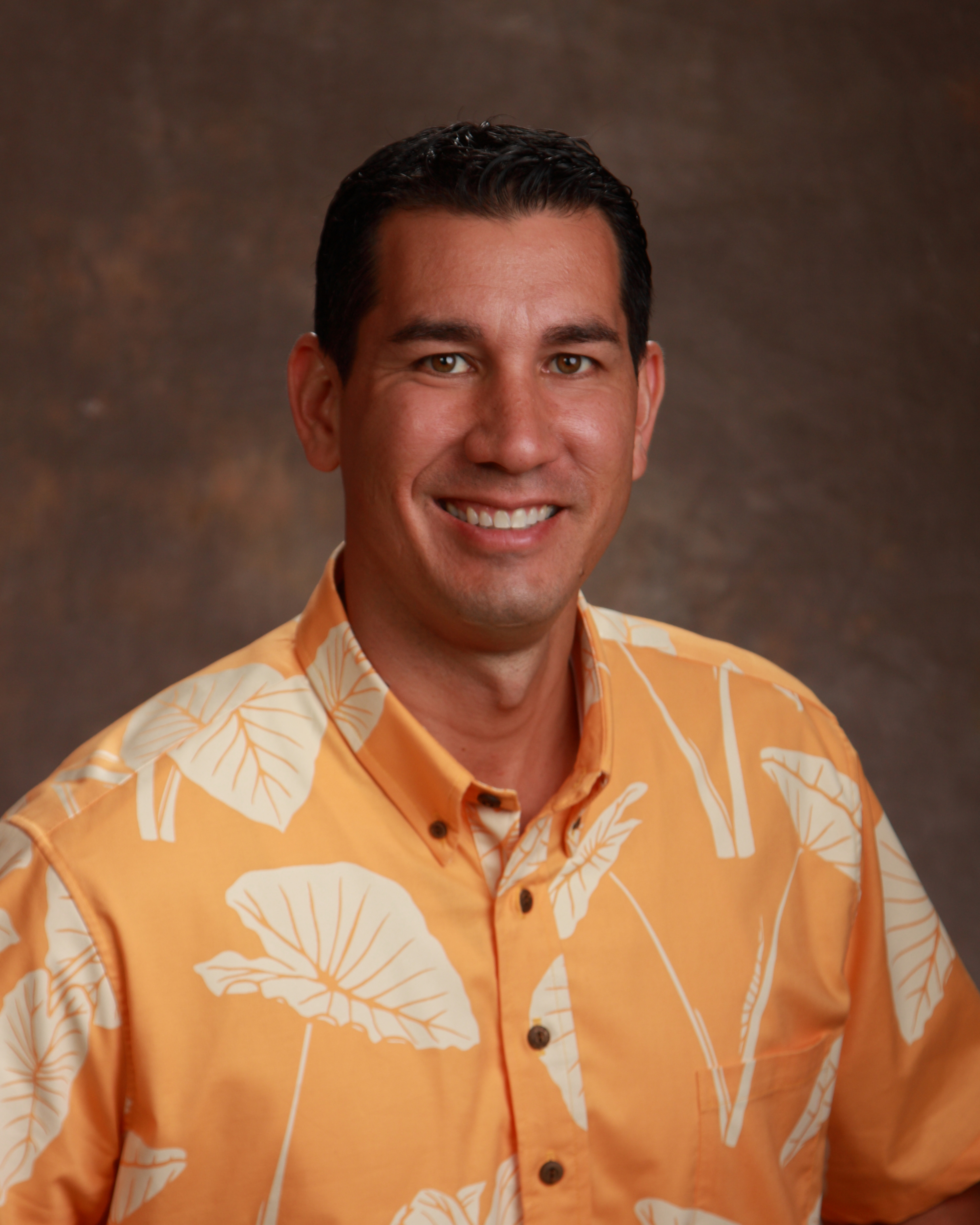
ハワイ出身の政治家カイ・カヘレ
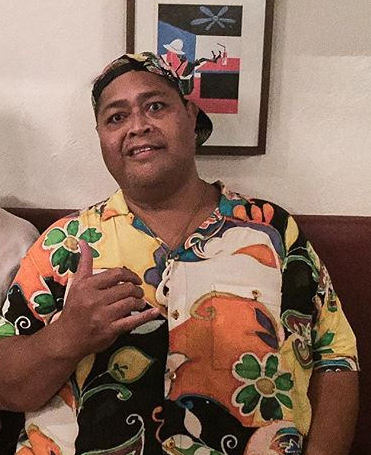
小錦八十吉 (1963年生)

正装として着る場合はTPOに応じて着分けが行われており、男性はハワイ先住民伝統のタパの柄を仕様する。葬儀の際には弔意を表す意味で「万物の終わり」を意味するラウハラ (Lauhala) の葉の柄の入ったもの、結婚式の際には絡まり合いながら伸びることから「結ぶ」という意味を持つマイレ (Maile) の葉の柄、船出や事業の始まりの際には「偉大なキャリアのスタート」を意味するウル（パンノキ）の木の柄の入ったものが良いとされる。

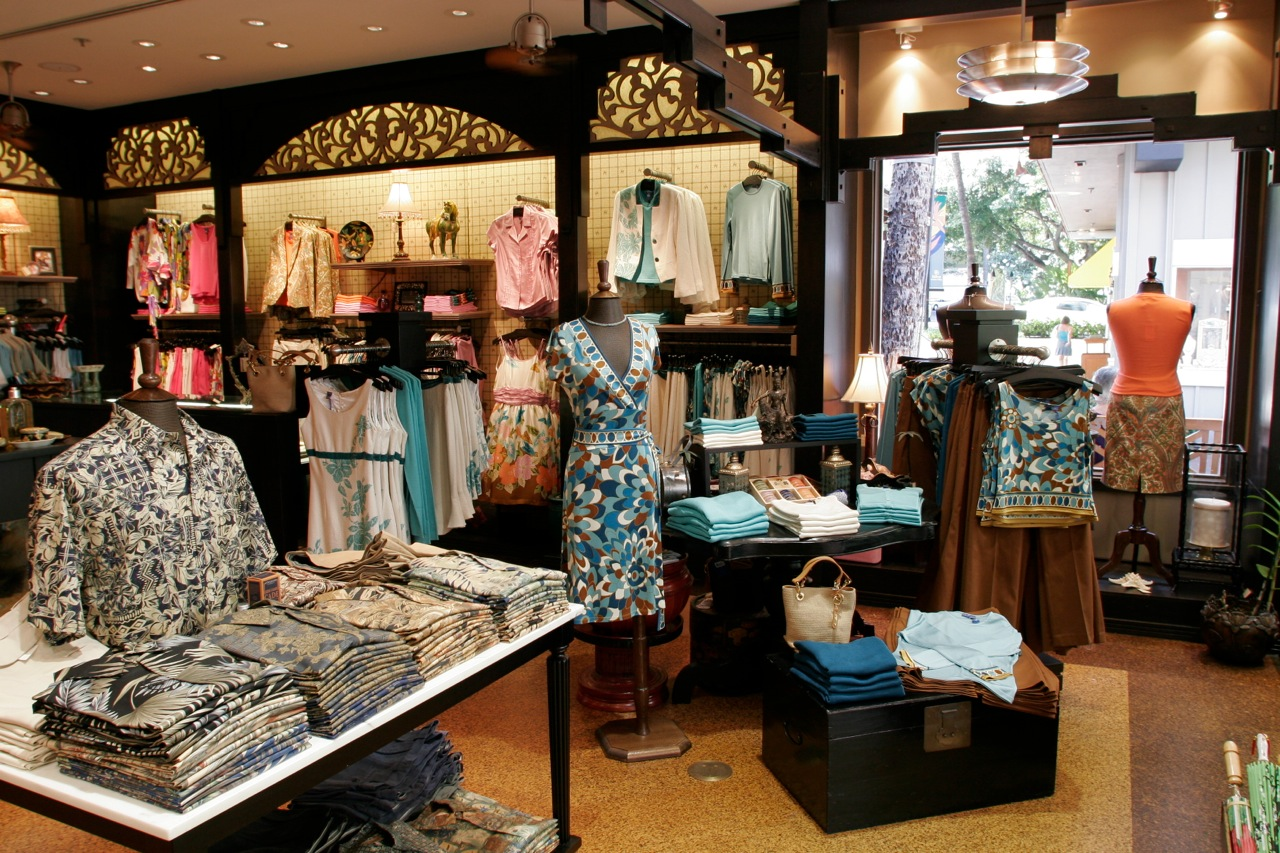
ワイキキのトリ・リチャードの店舗

日本では小錦八十吉 (6代)が元大関北天佑や元横綱曙の葬儀にアロハシャツ（ハワイにおける正装）で参列したほか、鹿児島県選出の代議士の山中貞則が1953年初当選時にアロハシャツで初登院した。

### 国外での扱い

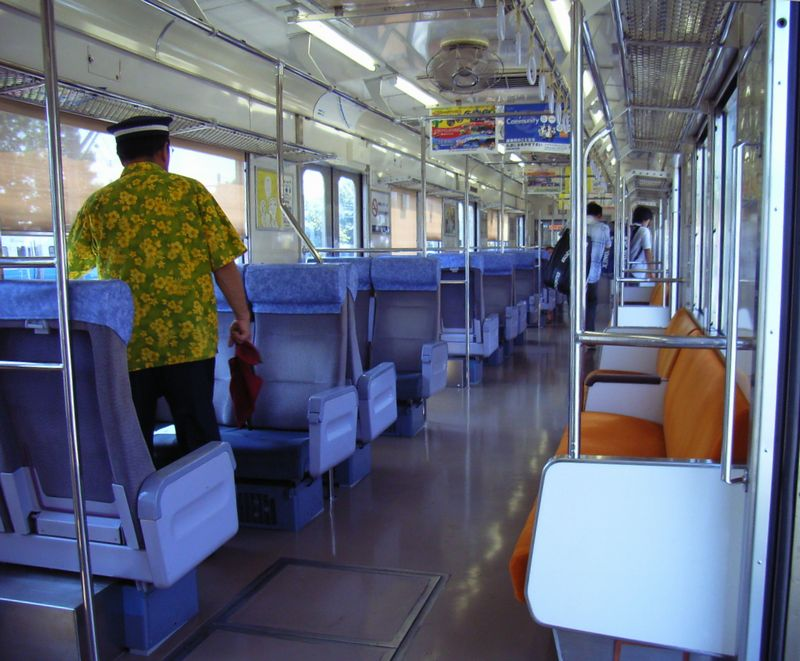
伊豆急行の職員（2007年8月）

日本の神奈川県茅ヶ崎市、鳥取県旧羽合町（現・湯梨浜町）、鹿児島県指宿市、和歌山県白浜町、韓国の済州道など、「東洋のハワイ」を自称する地域では、自治体職員らが夏の間にアロハシャツを着用したり、駅員がアロハを着用するのが風物詩となっており、アロハシャツへの衣替えが在阪放送局のニュースで取り上げられるのが恒例となっている。また、福島県いわき市のスパリゾートハワイアンズでは、宿泊客は浴衣の代わりにアロハシャツを着用する。同様の趣向は全国各地の健康ランドなどでも散見される。
沖縄地方ではアロハシャツをモチーフに作成されたかりゆしウェアが「夏の軽装」として普及している。
アメカジを中心としたファッションでは、アロハが夏の装いとしても人気を博している。古いハワイ産のアロハなどはプレミアム価格のついたものも流通している。それらの古いアロハの意匠を模した商品が、日本のアメカジブランドからレプリカとして販売されている。